# Lenka Králová (aktivistka)
Lenka Králová (* 16. března 1981 Praha) je česká aktivistka za práva transgender lidí, moderátorka a softwarová vývojářka. Na YouTube vydává talkshow V Tranzu, která se věnuje transgender lidem v České republice. 
Je členkou výboru spolku Trans*parent, správní rady Pride Business Forum a vládního výboru pro práva LGBTI+ lidí.

## Názory
Králová se postavila proti povinné kastraci jako podmínce pro úřední změnu pohlaví. Je odpůrkyní toho, aby genderovou dysforii diagnostikovali sexuologové, o plnoleté transgender lidi by podle ní měli pečovat psychoterapeutové, endokrinologové, a v případě operace chirurgové.
Jako nevhodné vnímá špatné používání rodu při oslovování a otázky ohledně operací a dřívějšího jména (tzv. deadnaming).

## Osobní život
Narodila se v Praze 16. března 1981. Kastraci, kterou český právní řád podmiňuje úřední změnu jména při změně pohlaví, a operaci, při níž by došlo ke změně pohlavních orgánů, sama nechce, proto má v občanském průkazu uvedeno mužské jméno Tomáš Prokopič.
Ve třiceti osmi letech prošla coming outem a okolí oznámila svou novou genderovou identitu, o rok později začala s hormonální terapií.
Po coming outu se rozvedla se svou druhou manželkou. V roce 2023 si vzala dentální hygienistku Nelu Kozojedovou. Protože má v občanském průkaze zapsáno mužské pohlaví, mohlo jít o sňatek, a nikoliv o registrované partnerství.
Má dva syny.